# 秀水镇 (威宁县)
秀水镇，是中华人民共和国贵州省毕节市威宁彝族回族苗族自治县下辖的一个乡镇级行政单位。
2013年11月23日，贵州省人民政府批复同意撤销秀水乡建制，设置秀水镇，镇人民政府驻秀水村。

## 行政区划
秀水镇下辖以下地区：
秀水村、朝阳村、大寨村、高丰村、中海村、前丰村、坚强村、新光村、华丰村、中义村、新田村、田坝村、新平村和新河村。